# ミント (みんながつくる街)
ミントは、NTT番号情報株式会社が2010年3月31日まで運営していたiタウンページのSNSサービスである「みんながつくる街（以下略“みんまち”）」オリジナルメインキャラクター。絵描き歌やぬりえ・パズルゲーム等の他、ブログパーツも展開。体長18cm重さ8gの、猫に羽がはえたような容姿をしており、野球観戦とお祭りに行くことが趣味。
名前はユーザーより募集し、「みんながつくる街」の“みん”と「ともだち」の“と”として「ミント」が採用された。
みんまちフレンズとして、ガールフレンドの「マーチ」、ラーメン好きの「トン・リーン」、クローバーの妖精「ソラカラン」、ドーナツ好きの「カバドー」、クールな鳥「トリットーリオ」、たそがれ好きの「板チョコン」の6キャラと共に、みんまちPRのお手伝いを仕事とし、広報担当としてコミュニティ作成・メルマガの発行など行った。